# NGC 6568
NGC 6568 је расејано звездано јато у сазвежђу Стрелац које се налази на NGC листи објеката дубоког неба.
Деклинација објекта је - 21° 35' 0" а ректасцензија 18h 12m 44,0s. Привидна величина (магнитуда) објекта NGC 6568 износи 8,6. NGC 6568 је још познат и под ознакама OCL 28, ESO 590-SC6.